# Vladimir Margania
Vladimir Margania (in georgiano ვლადიმირ მარგანია?, in russo Владимир Чичинович Маргания?, Vladimir Čičinovič Margania; Dranda, 8 febbraio 1928 – Azjubža, 6 settembre 1958) è stato un calciatore sovietico.